# Максимовка (Ленинградская область)
Макси́мовка — деревня в Сабском сельском поселении Волосовского района Ленинградской области.

## История
На карте Санкт-Петербургской губернии Ф. Ф. Шуберта 1834 года упоминается как деревня Максимовка.

МАКСИМОВСКОЕ — деревня принадлежит братьям Сахаровым, число жителей по ревизии: 57 м. п., 63 ж. п. (1838 год)

Деревня Максимовка обозначена на карте профессора С. С. Куторги 1852 года.

МАКСИМОВСКАЯ — деревня ротмистра Сахарова, 10 вёрст по почтовой, а остальное по просёлочной дороге, число дворов — 15, число душ — 53 м. п. (1856 год)

МАКСИМОВКА — деревня владельческая при реке Вруде, по правую сторону от 2-й Самерской дороги, число дворов — 16, число жителей: 61 м. п., 76 ж. п. (1862 год)

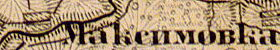
Деревня Максимовка на карте 1863 года

В конце XIX — начале XX века деревня административно относилась к Редкинской волости 1-го стана Ямбургского уезда Санкт-Петербургской губернии.
Согласно данным переписи населения СССР 1926 года в деревне Максимовка Слепинского сельсовета Редкинской волости Кингисеппского уезда проживали 89 человек, все русские.
По данным 1933 года деревня Максимовка входила в состав Слепинского сельсовета Волосовского района.

Деревня Максимовка на карте 1940 года

Согласно топографической карте РККА 1940 года деревня насчитывала 24 двора.
Деревня была освобождена от немецко-фашистских оккупантов 31 января 1944 года.
По данным 1966 года деревня Максимовка находилась в составе Волновского сельсовета.
По данным 1973 и 1990 годов деревня Максимовка находилась в составе Сабского сельсовета Волосовского района.
В 1997 году в деревне Максимовка проживали 2 человека, деревня относилась к Сабской волости, в 2002 году — 1 человек (русский), в 2007 году — 1, в 2010 году — 4 человека.

## География
Деревня расположена в юго-западной части района на автодороге 41А-186 (Толмачёво — автодорога «Нарва»).
Расстояние до административного центра поселения — 7 км.
Расстояние до ближайшей железнодорожной станции Молосковицы — 33 км.
Деревня находится на правом берегу реки Вруда.

## Демография
| 1838 | 1862 | 1997 | 2002 | 2007 | 2010 | 2014 |
| ---- | ---- | ---- | ---- | ---- | ---- | ---- |
| 120  | ↗137 | ↘2   | ↘1   | →1   | ↗4   | →4   |
| 2017 |      |      |      |      |      |      |
| ↗5   |      |      |      |      |      |      |

### Национальный состав
Согласно данным Всероссийской переписи населения 2021 года в деревне проживали 7 человек, все русские.